# Мысовая (Томская область)
Мысовая — исчезнувшая деревня в Колпашевском районе Томской области. На момент упразднения входила в состав Инкинского сельсовета. Упразднена в 1976 году.

## География
Деревня располагалась на левом берегу реки Шуделька, в месте впадения её в протоку Отаров Исток, в 2,5 км (по прямой) к юго-востоку от села Инкино.

## История
Деревня была основана в 1626 году. В 1928 году деревня состояла из 27 хозяйств. В административном отношении входила в состав Инкинского сельсовета Колпашевского района Томского округа Сибирского края.
В 1960-х годах деревня попала в разряд не перспективных и по планам должна была быть сселена к 1975 году.
Решением № 300 Томского облисполкома от 1 декабря 1976 года в связи с выездом населения деревня Мысовая исключена из учётных данных.

## Население
| 1926 | 1939 | 1952 | 1959 | 1970 |
| ---- | ---- | ---- | ---- | ---- |
| 134  | ↗184 | ↘102 | ↘76  | ↘62  |

В 1926 году основным населением деревни были русские.